# Capitan Tifus
Capitan Tifus is opgericht door Victoria Cornejo, Jeronimo Cassagne en Francisco Mercado in Argentinië in 2004. Zij zijn grondleggers van Fanfarria Latina, een genre dat rock, cumbia, tango, ska, balkan en latin mengt. De heterogeniteit van de band en de mystiek van hun muziek wordt versterkt door verscheidene gastmuzikanten uit verschillende landen zoals Mexico, Nederland, Griekenland, Spanje, China en Japan, die zich gedurende de tournee bij het gezelschap voegen.

## Geschiedenis
Capitan Tifus ontstaat eind 2004, na zes jaar van verschillende formaties waarin Cassagne, Cornejo en Mercado deelnemen. In 2005 komt Julián Ropero bij de band en spelen ze concerten in Buenos Aires en in het binnenland. Hun eerste album Flores del Bosque de Bolonia (2007) is geproduceerd door Matiás Cella (producer van Jorge Drexler en Kevin Johansen) en werd gemixt door EMI Publishing. Op dit album werkten Fernando Mántaras (bas), Andrés Reboratti (sax) en Trinidad Lopez Rosende (achtergrondzang) mee. Het artwork werd verzorgd door Raquel Barroso.
In 2007 nam Capitan Tifus deel aan Nokia Trends Artemotion, een voor de Argentijnse televisie gefilmde roadtrip. In datzelfde jaar werd Vicky uitgenodigd om met Mad Professor op tournee te gaan door Engeland en om samen te spelen in Madrid en Buenos Aires. In 2009 won de band de Diente de Oro voor creatieve band, uitgereikt door EMI aan de meest veelbelovende band van dat jaar. In 2011 werden ze uitgenodigd op Festival Botanique (Bologna, Italië) om de muziek uit de stad Buenos Aires te vertegenwoordigen. Dit stond aan de wieg van de eerste internationale tournee van 40 concerten in Italië, Duitsland, Tsjechië, Oostenrijk en Spanje.
In het begin van 2012 ziet het tweede album E Viva! het licht, wederom geproduceerd door Cella en gemixt in Oostenrijk door Newton Records. Aan deze cd werkten Fernando Mántaras (bas), Germán Parise (toetsen), Santiago Castellani (trombone/tuba) en Maximiliano Padín (ronroco/charango/harp) mee. Speciale gastmuzikanten waren de Uruguayaanse zangers Sebastián Jantos, Daniel Drexler en Juana Chang (Kumbia Queers). Het artwork werd weer verzorgd door Raquel Barroso en de cd werd gemasterd door Steps Ahead Sound.
Tijdens de Mondo Tour 2012 wordt Emiliano Iummato op trompet toegevoegd en volgen 87 concerten gedurende 7 maanden in Argentinië, Duitsland, Nederland, Zweden, Tsjechië, Oostenrijk, Oekraïne, Rusland, China en Japan. Een aantal festivals van deze tournee waren: Fusion Festival (Lärz, Duitsland), Mighty Sounds (Tabor, Tsjechië), Nuevo Sol (Rostock, Duitsland), Movement Festival (Perm, Rusland), Harvest Festival (Moskou, Rusland) en OCT-Loft Jazz Festival (Shenzhen, China). Aan de tournee namen de volgende gastmuzikanten deel: Joseph Theune (drums), Mariana Borssatto (klarinet/mondharmonica), Volker Bauland (trombone), Julián Palmero (trombone), Jordie Guzman (bas) en Albert Casanova (tres cubano/bas).
In 2013 werden ze in Argentinië versterkt door Juan de Paula (drums) en Francisco Bissone (sax); ze speelden in het binnenland en Buenos Aires. De derde internationale tournee ging door Latijns-Amerika en Europa. De tournee begon in Buenos Aires op het Pepsi Music Festival. Hierna volgden Europese festivals als Trutnov (Tsjechië), Wild Mint (Rusland), Fiesta Mundial (België). Capitan Tifus speelde gedurende 5 maanden 63 concerten in Europa. Ze speelden concerten samen met Bomba Estereo (Lido, Berlijn), Karamelo Santo (Die Pumpe, Kiel) en Bersuit Vergarabat (Karneval der Kulturen, Berlijn). Tijdens deze tournee werden ze bijgestaan door: Apostolos Chadoulis (bas), Albert Casanova (gitaar), Argel Robles Lopez (drums), Yury Kaplya (dwarsfluit), Andreas Stephan (baritonsax), Maik Cazenave (drums) en Volker Bauland (trombone).
De band werd uitgeroepen tot cultureel belang door het Ministerie van Cultuur en het ministerie van Buitenlandse Zaken van Argentinië in 2011, 2012 en 2013.
In 2014 begon de vierde internationale tournee door Europa (Duitsland, Finland, Oekraïne, Spanje, Frankrijk, Italië, Oostenrijk, Tsjechië, Polen, Slowakije en Nederland) met een reis naar Kočani, Macedonië, om de blazerssectie van Kočani Orkestar op te nemen voor het derde studioalbum van Capitan Tifus. Een hoogtepunt was de één week durende Duitslandtournee met Bersuit Vergarabat, in Nürnberg, Hamburg, Berlijn en Frankfurt. Bovendien heeft de band haar eerste livealbum Fanfaria Latina On Tour: Te Quiero Capitan bij Newton Records uitgebracht. 
Belangrijke optredens: Trutnovfestival (Trutnov, Tsjechië), Wutzrock (Hamburg, Duitsland), World Village Festival (Helsinki, Finland), Karneval der Kulturen (Berlijn, Duitsland), Festival Mundial (Tilburg, Nederland).

## Leden

### Kernleden
- Victoria Cornejo - zang
- Jeronimo Cassagne - gitaar
- Francisco Mercado - bas, viool
- Emiliano Iummato - trompet, zang

### Overige Leden
- Fernando 'Mago' Mantaras (Argentinië) - bas
- German Parise (Argentinië) - bas, toetsen
- Mariano Parisi (Argentinië) - drums
- Apostolos Chadoulis (Griekenland) - bas, achtergrondzang
- Volker 'el Vikingo' Bauland (Nederland) - trombone
- Albert Casanova (Catalonië) - bas, gitaar, achtergrondzang
- Mike Cazenave (Spanje) - drums
- Argel Robles (Mexico) - drums
- Yury Kaplya (Rusland) - fluit
- Paul Marx (Kazachstan) - saxofoon
- Lukas Mönch (Duitsland) - saxofoon
- Lisa Witt (Duitsland) - klarinet
- Jordie Guzman (China) - bas

## Discografie
| Jaar | Titel                        |
| ---- | ---------------------------- |
| 2007 | Flores del Bosque de Bolonia |
| 2012 | E Viva!                      |

## Video's
| Jaar | Titel           | Soort      |
| ---- | --------------- | ---------- |
| 2007 | Hawaii          | VideoClip  |
| 2012 | Mondo Tour 2012 | Live Video |
| 2013 | Maradevi        | VideoClip  |
| 2013 | Bella Ciao      | Live Video |
| 2014 | Amor y Mas      | Videoclip  |